# مائير شاليف
مائير شاليف (بالعبرية: מאיר שלו‏) (29 يوليو 1948 - 11 أبريل 2023) هو أديب إسرائيلي، ولد في عائلة أدبية فهو نجل الشاعر المقدسي إسحاق شاليف، وابنة عمه زيرويا شاليف كاتبة أيضا.
بدأ حياته الأدبية مقدما لفقرات ساخرة في التلفاز والإذاعة. قدم أيضا برنامج «ليلة الجمعة» على قناة إسرائيل الأولى. وفي عام 1988 نشر روايته الأولى «الجبل الأزرق».
كتب أيضا كتبا للأطفال وعمودا أسبوعيا في طبعة نهاية الأسبوع لصحيفة يديعوت أحرونوت. وفي هذا العمود يهاجم الحكومة بشكل ساخر ويرثي لحالة الشعب الإسرائيلي.
حاز عدة جوائز أدبية من بينها: جائزة بيرنشتاين وجائزة برينر عن روايته «حمامة وصبي».
من أعماله: الجبل الأزرق، وبيته في الصحراء، وحمامة وصبي.

## روابط خارجية
- مائير شاليف على موقع IMDb (الإنجليزية)
- مائير شاليف على موقع مونزينجر (الألمانية)
- مائير شاليف على موقع ميوزك برينز (الإنجليزية)